# Ericson Silva
Ericson Jorge Silva Rodrigues Duarte (sinh ngày 25 tháng 11 năm 1987 ở São Vicente), hay đơn giản Ericson, là một cầu thủ bóng đá người Cabo Verde thi đấu cho câu lạc bộ Bồ Đào Nha Vizela ở vị trí tiền vệ phòng ngự.